# Serpetó
El serpetó o serpeta maculada (Nerophis maculatus) és una espècie de peix de la família dels singnàtids i de l'ordre dels singnatiformes.

## Morfologia
- Els mascles poden assolir 30 cm de longitud total.[1][2]

## Reproducció
És ovovivípar i el mascle transporta els ous en una bossa ventral, la qual es troba a sota de la cua.

## Hàbitat
És un peix marí de clima subtropical.

## Distribució geogràfica
Es troba a Portugal (incloent-hi les Illes Açores) i la Mediterrània (més comú a la mar Adriàtica i a la part occidental).